# المسجد الجامع (دلهي)

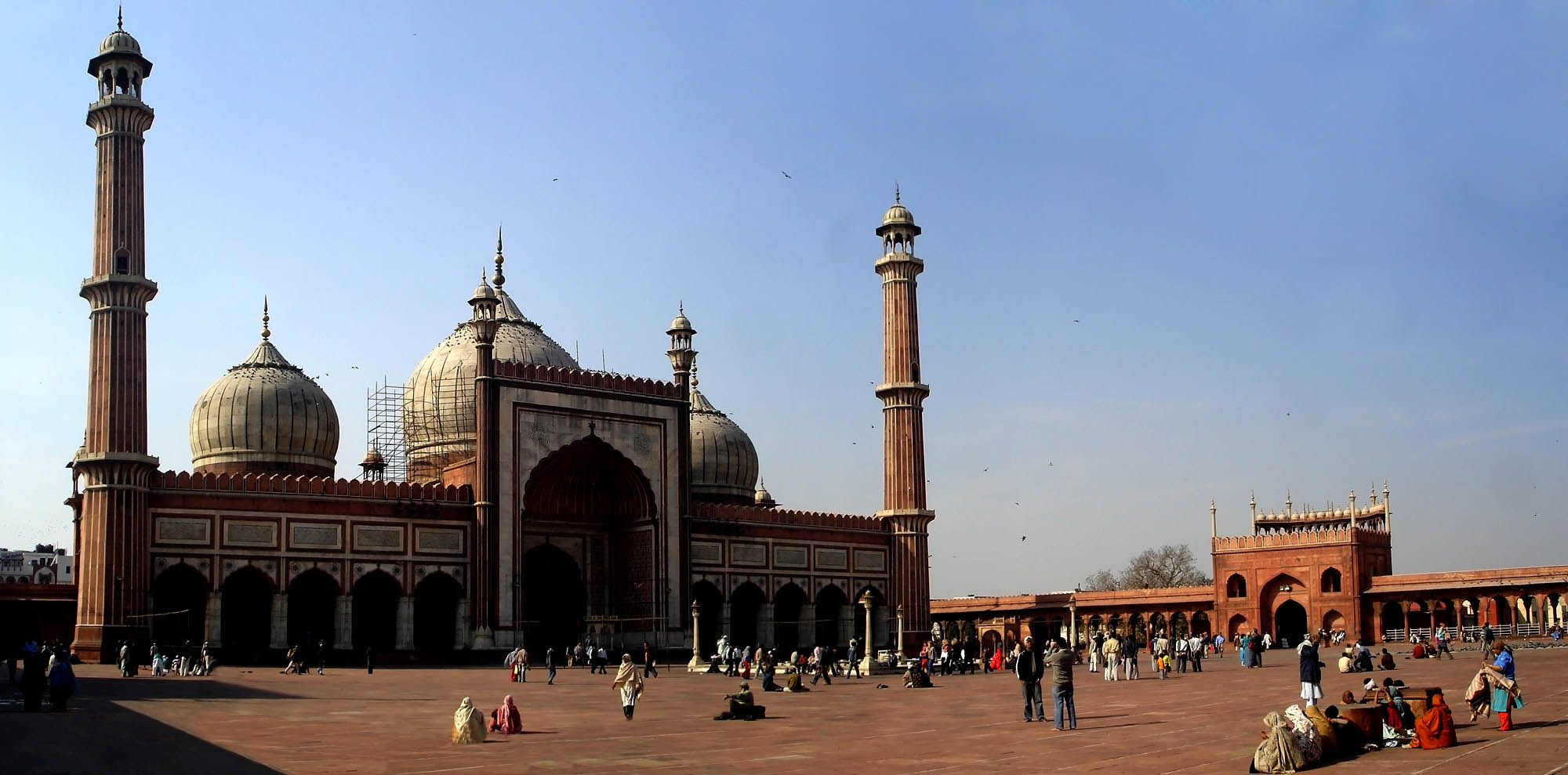
المسجد الجامع

المسجد الجامع (بالفارسي: مسجد جهان نما) هو المسجد الرئيسي في دلهي القديمة في الهند وأكبر مسجد في الهند حيث يتسع لخمسة وعشرين ألف مُصلِّ. أمر ببنائه الإمبراطور المغولي شاه جهان، باني تاج محل، واكتمل البناء في سنة 1658. هو أيضا يقع في بداية شارع شاندني شوك وهو شارع مزدحم وشعبي جدا في مركز مدينة دلهي القديمة.

## أصل الاسم

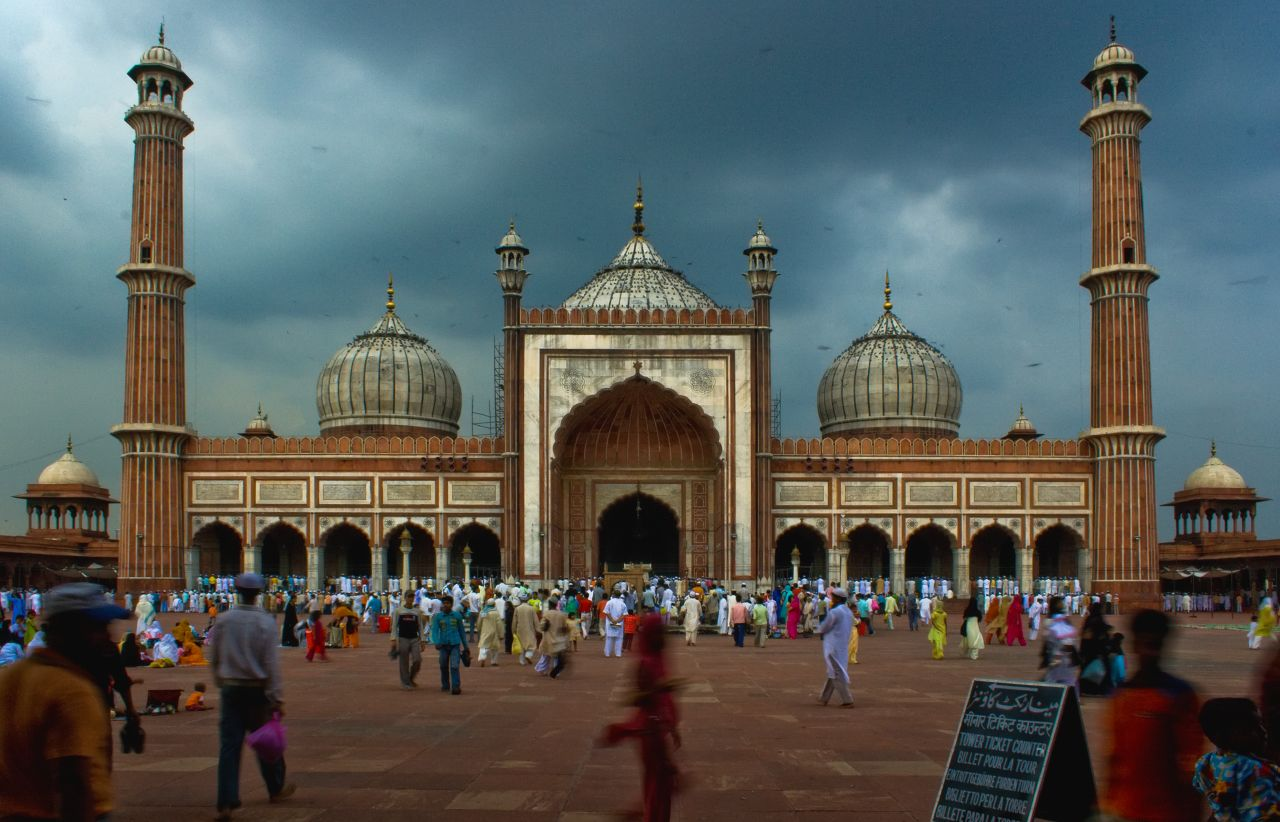
المسجد الجامع بدلهي

مسجد جاما استوحى اسمه إشارة إلى صلاة الجمعة الإسبوعية للمسلمين التي تقام في جماعة، عادة في المسجد، لإقامة الصلاة وهكذا اتخذ المسجد اسمه الشعبي «مسجد الجمعة» أو المسجد الجامع.

## عمارة المسجد
يمكن أن يتسع فناء المسجد حتى خمسة وعشرون ألف مصلي. للمسجد ثلاثة بوابات، كما يحتوي على فناء فسيح تقع وسطه بركة ماء للوضوء ويتضمن تصميمه ثلاث قباب على الطراز المغولي الإسلامي، كما أن له منارتان يشمل المسجد أيضا عدة آثار قريبة من البوابة الشمالية، فهي تتضمن نسخة القرآن مكتوبة على جلد الغزال.

## مكانة المسجد
تقام في المسجد الجامع الصلوات الخمس بالإضافة إلى الجمعة، كما تقام فيه الدروس بين الحين والآخر، ويعد المسجد مكانا للعبادة والتأمل والخلوة والصلاة التطوعية وقراءة القرآن.

## أئمة المسجد
- 1) السيد عبد الغفور شاه بخاري شاهي إمام
- 2) السيد عبد الشكور شاه بخاري شاهي إمام
- 3) السيد عبد الرحيم شاه بخاري شاهي إمام
- 4) السيد عبد الغفور شاه بخاري ثاني شاهي إمام
- 5) السيد عبد الرحمن شاه بخاري شاهي إمام
- 6) السيد عبد الكريم شاه بخاري شاهي إمام
- 7) السيد مير جيوان شاه بخاري شاه إمام
- 8) السيد مير أحمد علي شاه بخاري شاهي إمام
- 9) السيد محمد شاه بخاري شاهي إمام
- 10) مولانا السيد أحمد بخاري شاهي إمام
- 11) مولانا السيد حميد بخاري شاهي إمام
- 12) السيد عبد الله بخاري
- 13) السيد أحمد بخاري

تاريخ أئمة المسجد الجامع، دلهي، الهند 

## معرض الصور

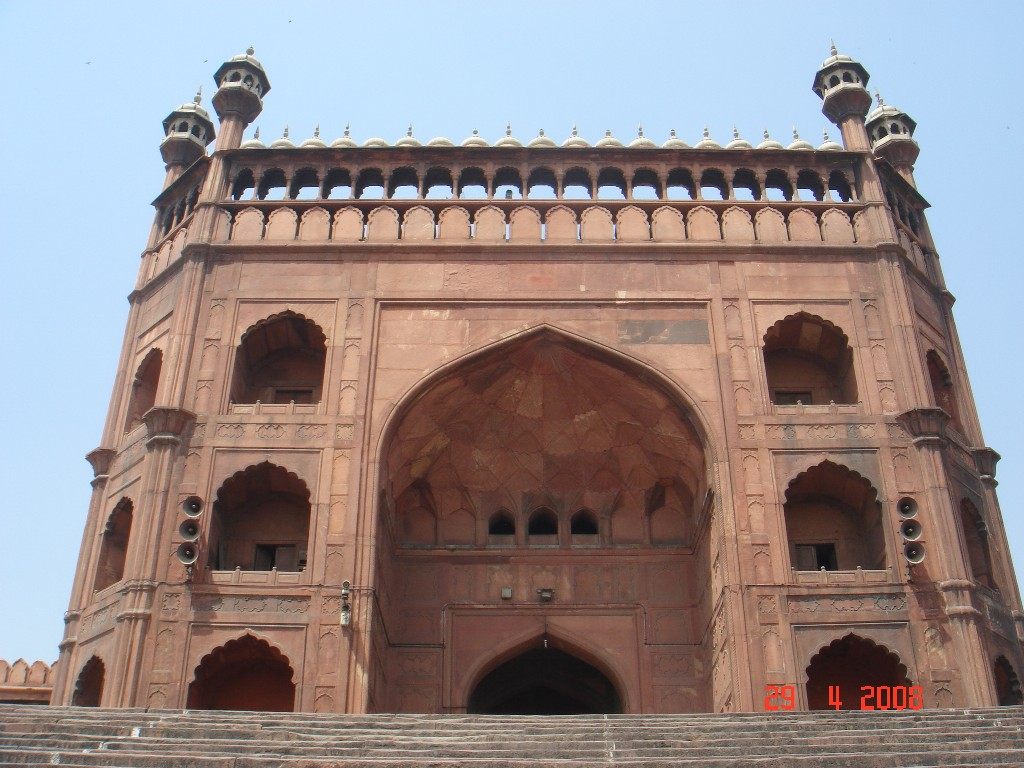
المدخل الرئيسي
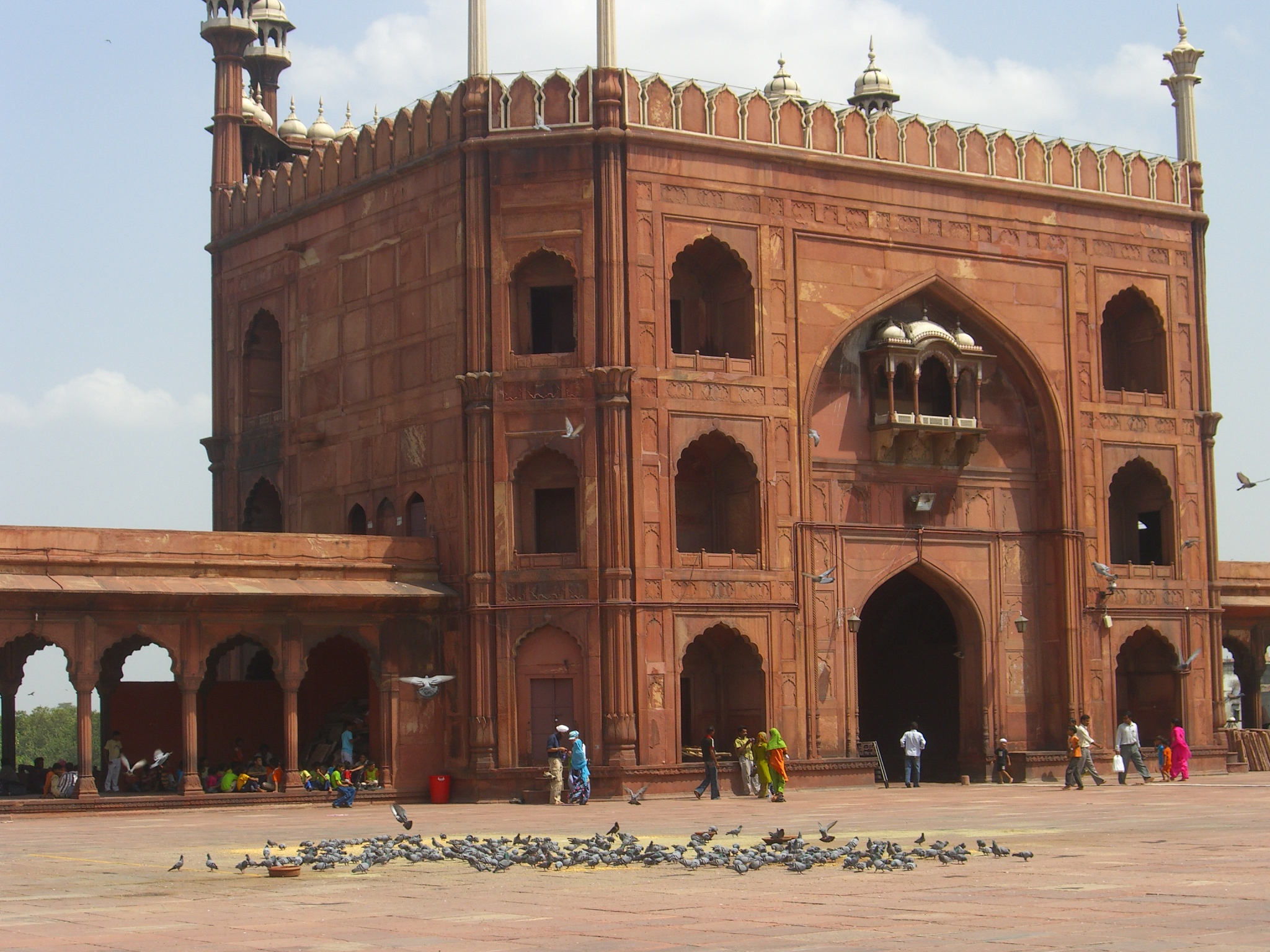
المدخل الرئيسي من الخارج
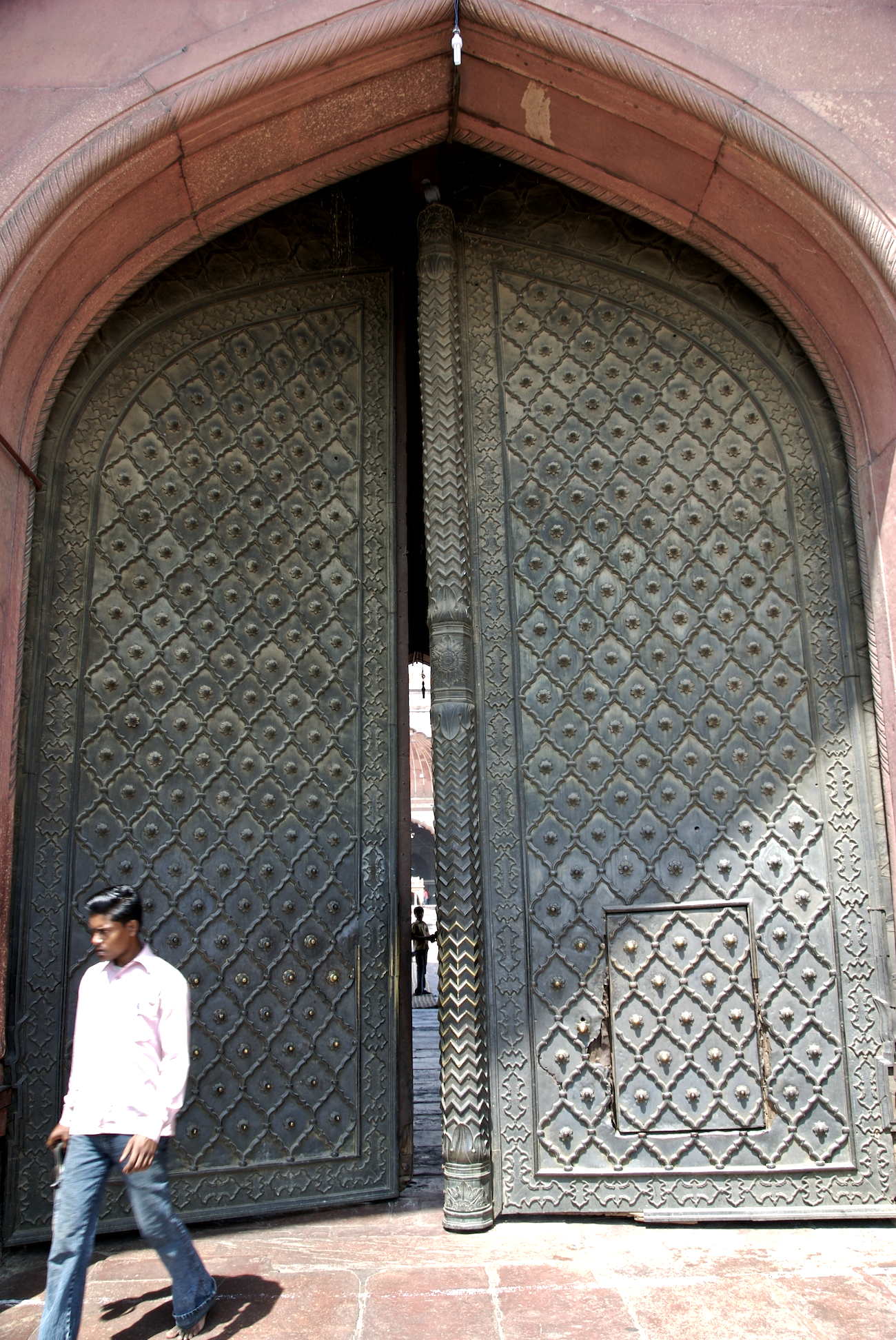
الباب الحديدي للمدخل الرئيسي
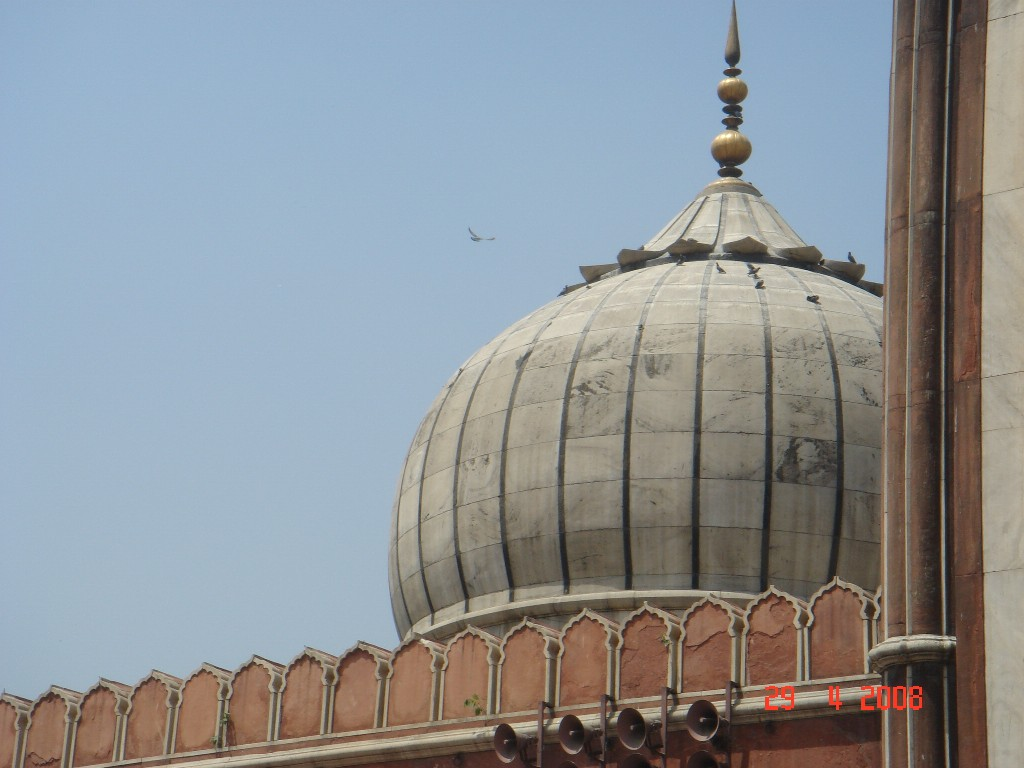
القبة الوسطى
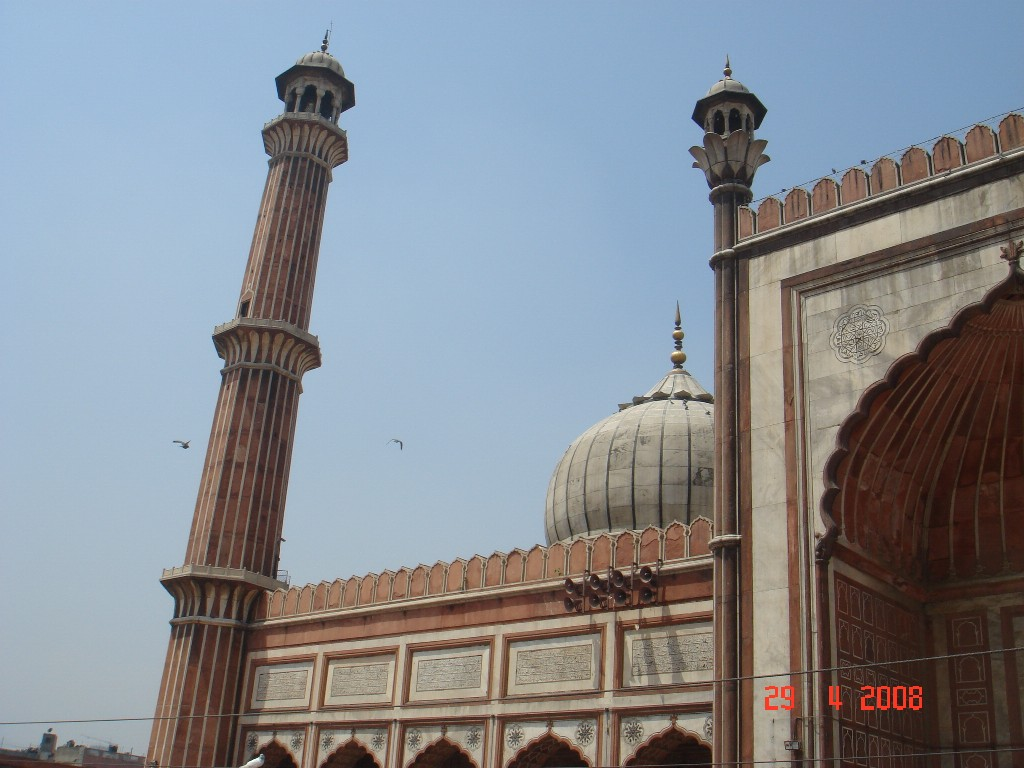
تفاصيل منارة المسجد
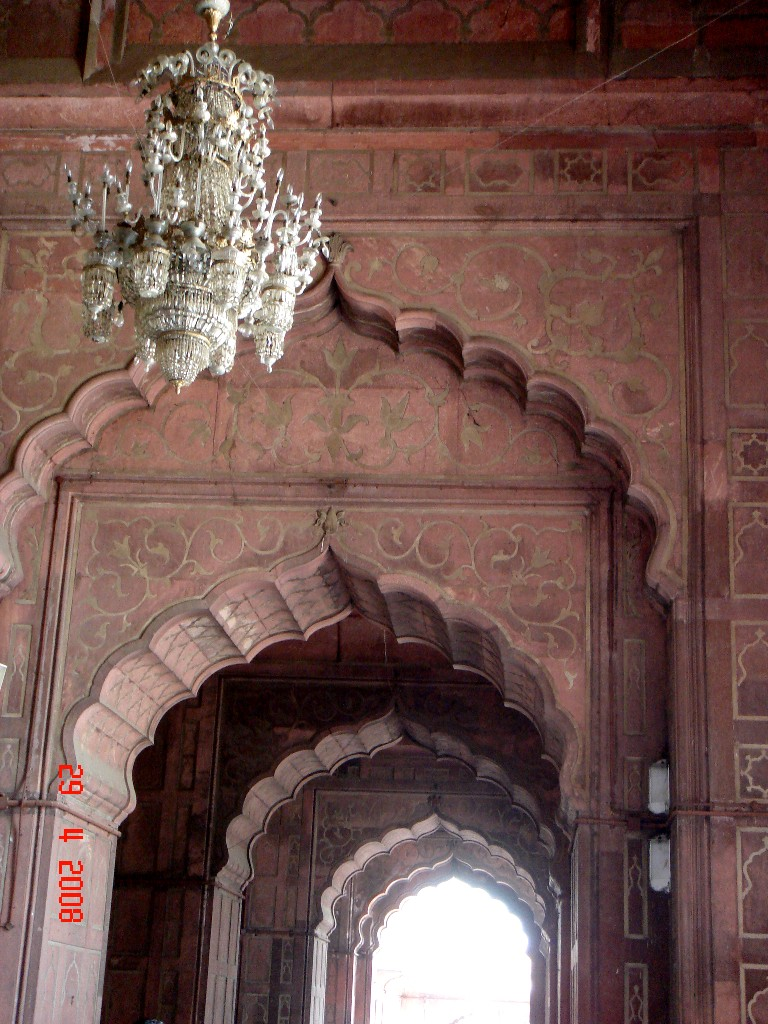
Cusped arches, interior
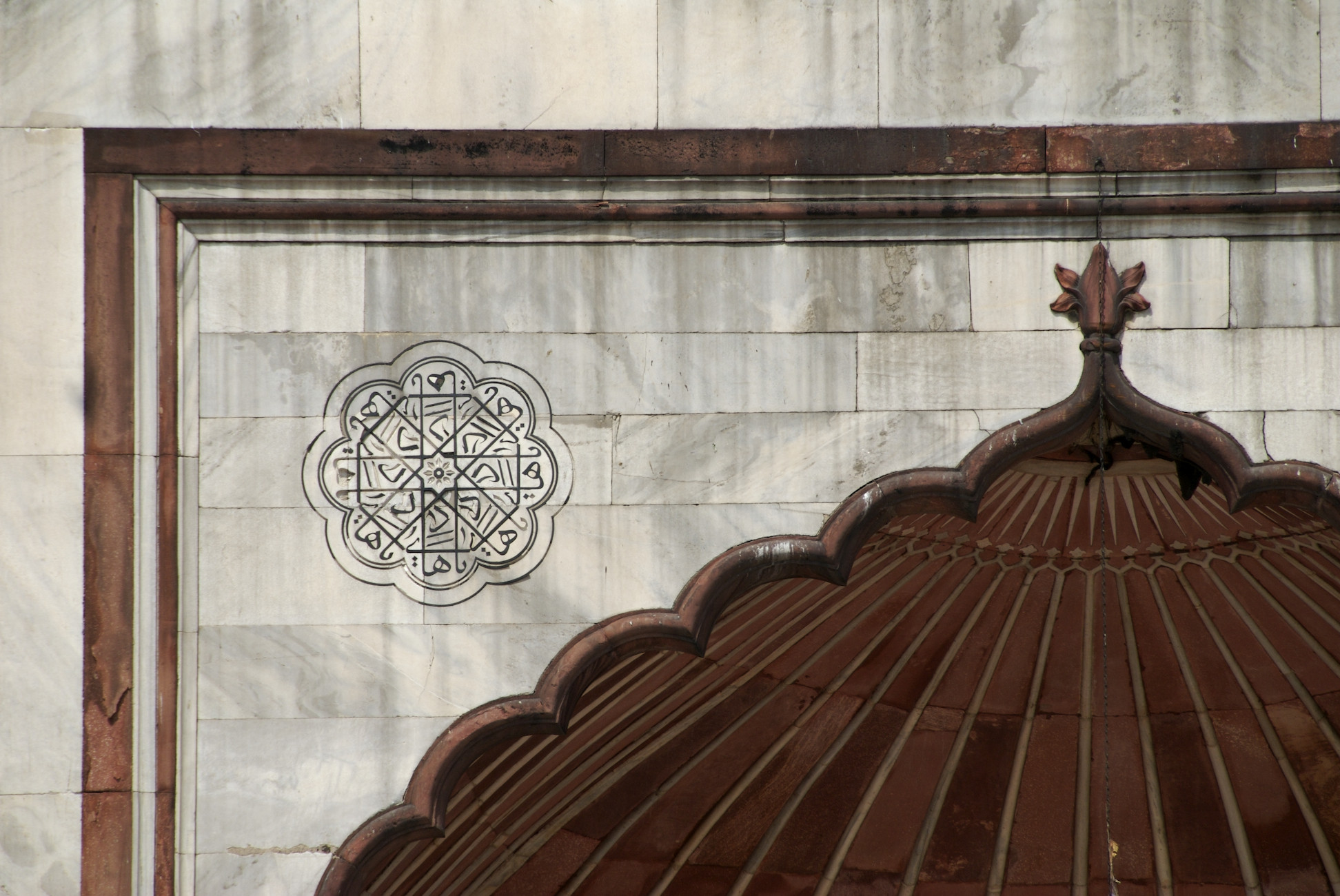
تفاصيل المدخل
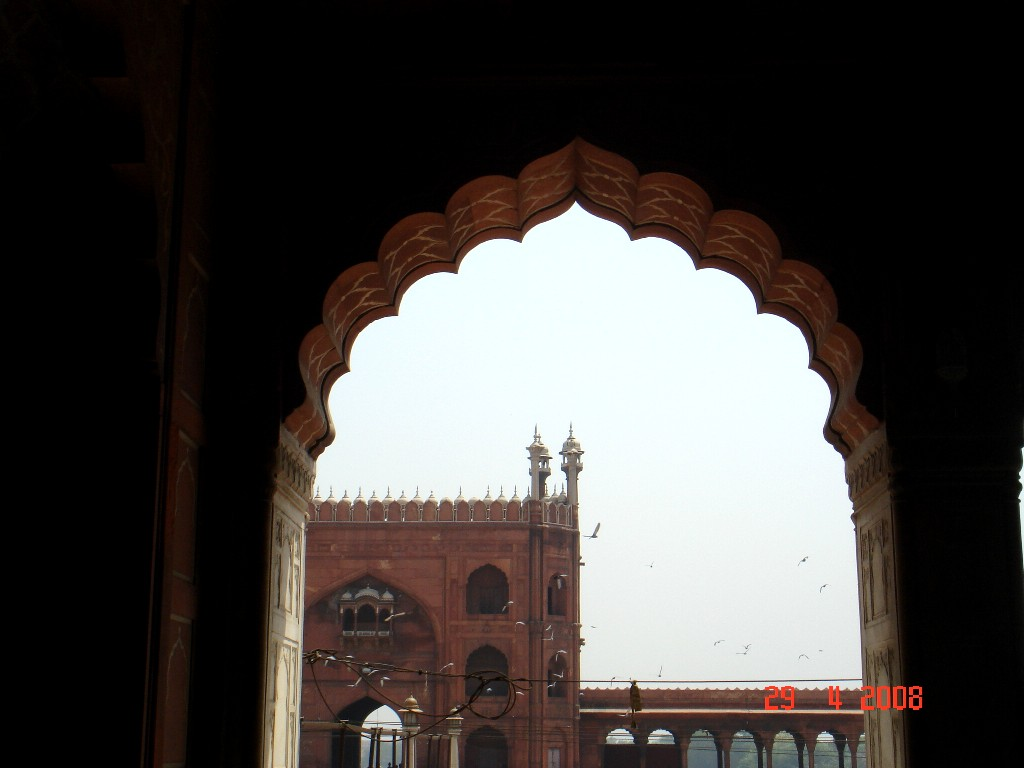
المدخل الرئيسي من داخل المسجد
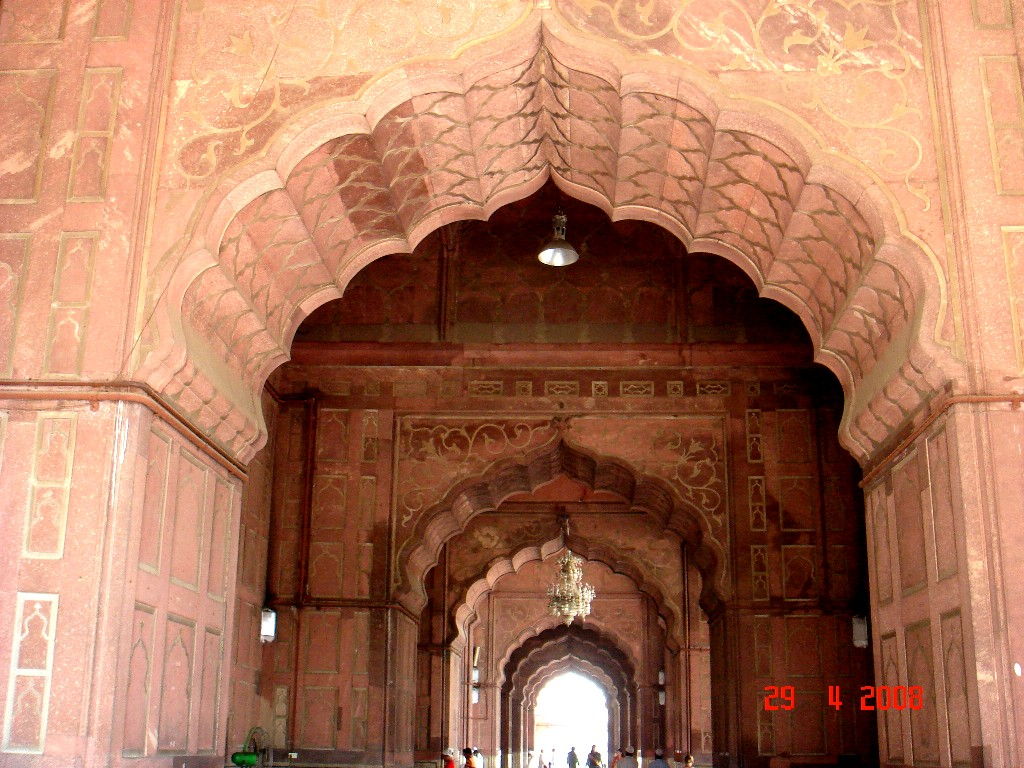
Inlay detail, arches
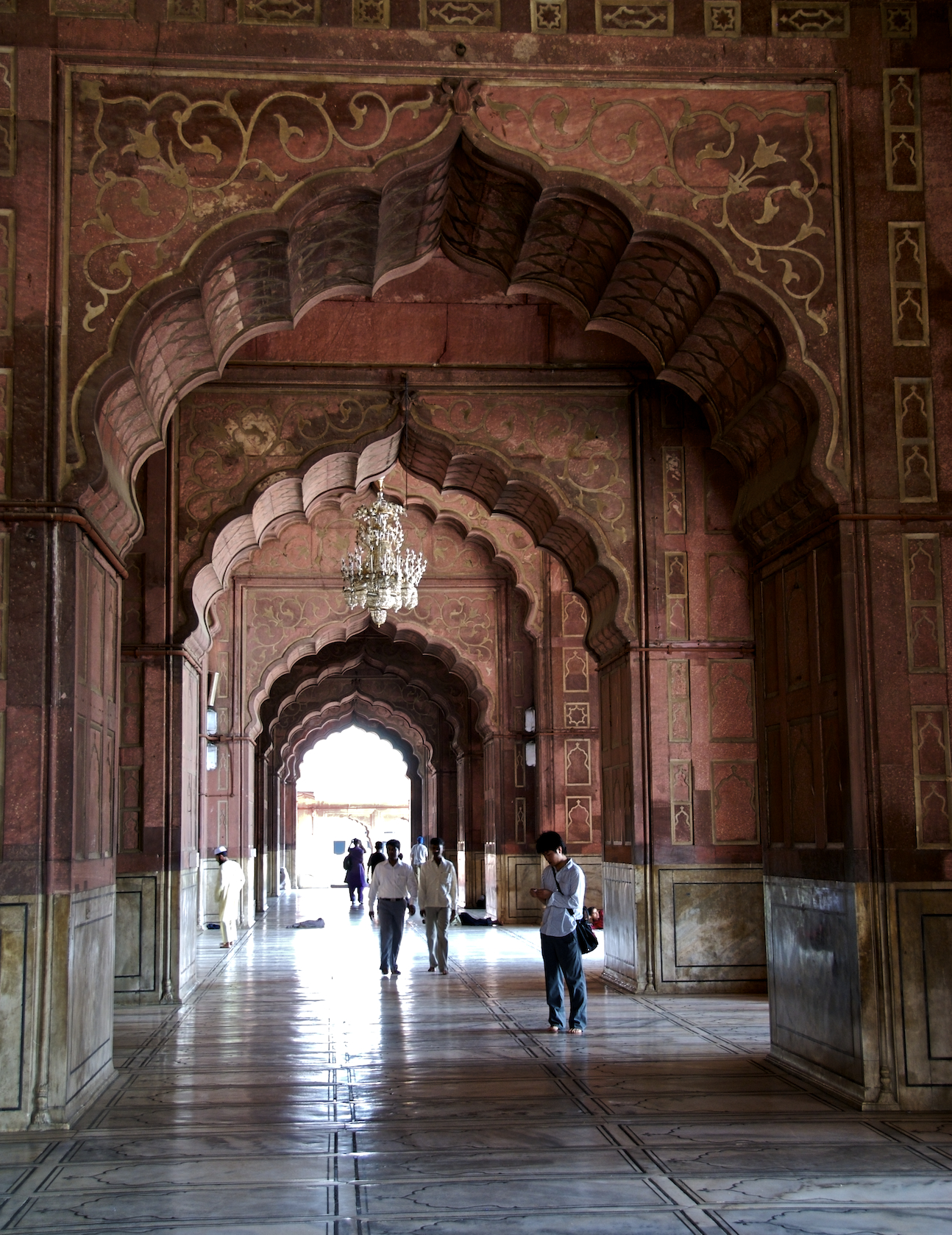
Inlay detail of the interior arches
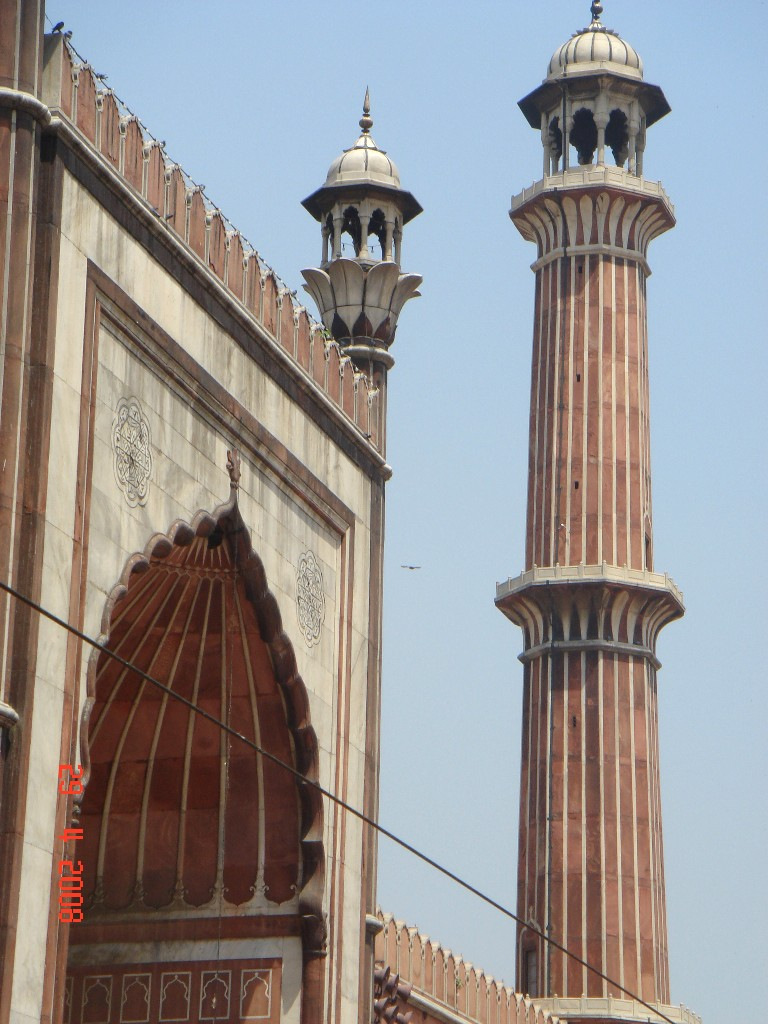
Main arch
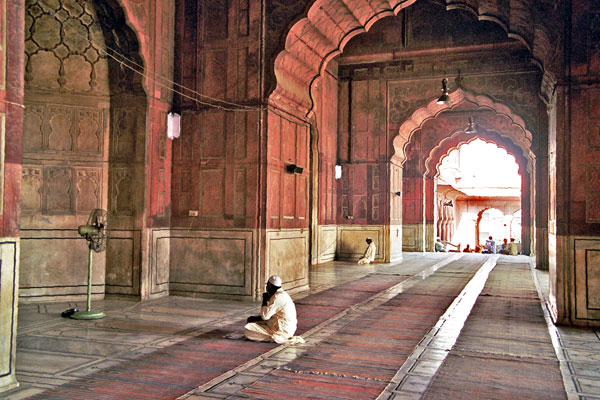
منطقة الصلاة من الداخل
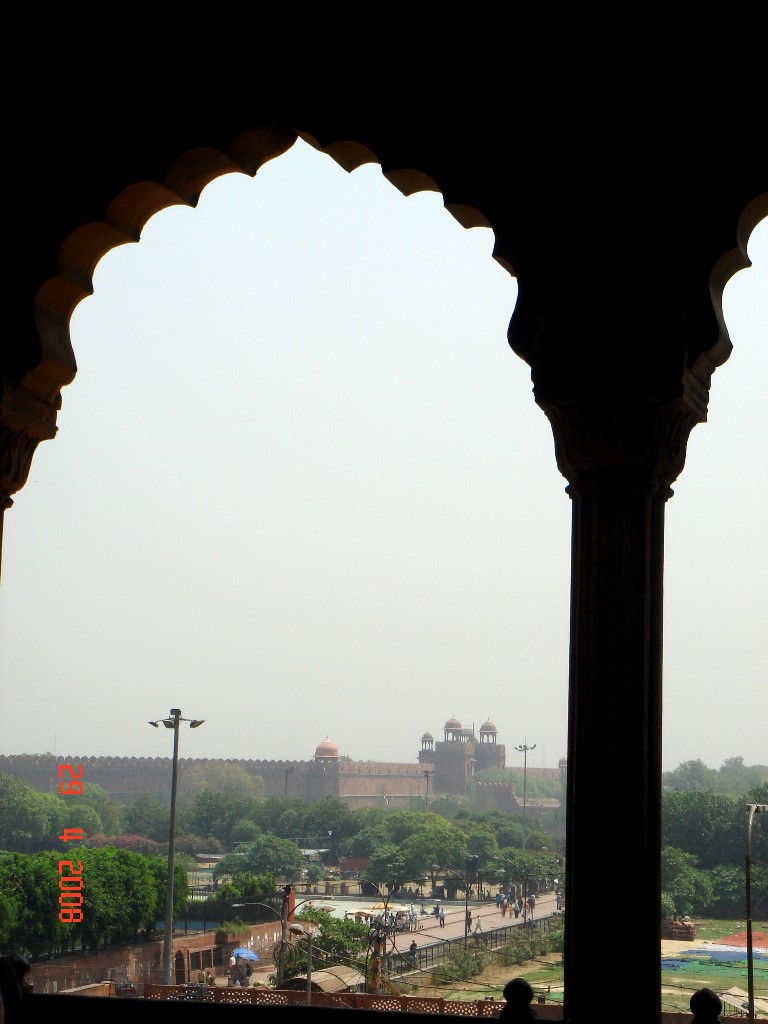
الحصن الأحمر كما يظهر من المسجد
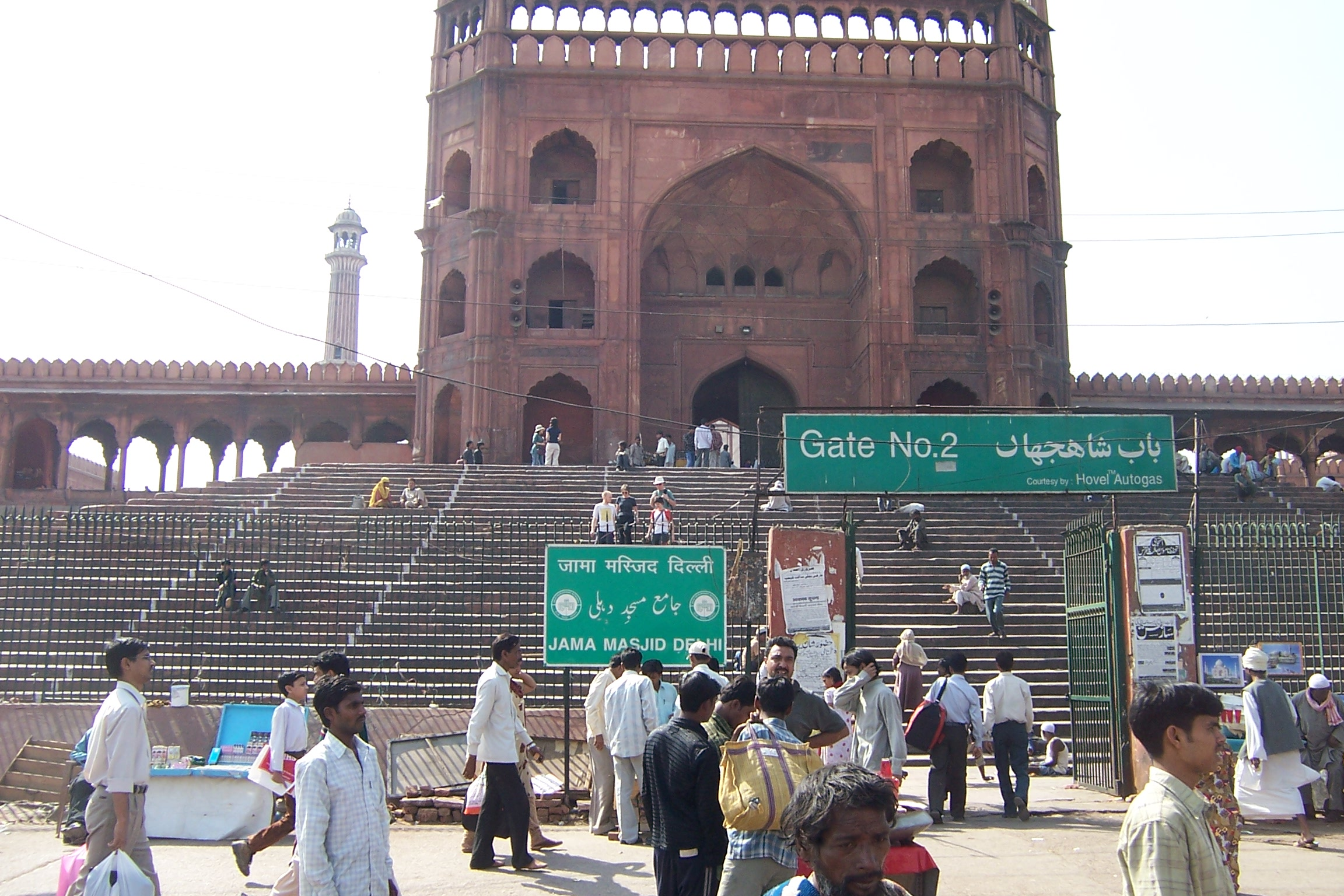
المنظر من المدخل الجنوبي